# Liste der Naturdenkmale in Meißner
Die Liste der Naturdenkmale in Meißner nennt die im Gebiet von Meißner im Werra-Meißner-Kreis in Hessen gelegenen Naturdenkmale.

## Liste
| Bild                                    | Bezeichnung                                                                 | Ortsteil, Lage                                                             | Beschreibung | Art | Nr.          |
| --------------------------------------- | --------------------------------------------------------------------------- | -------------------------------------------------------------------------- | --- | --- | ------------ |
| mehr Fotos \| Fotos hochladen           | Klippe aus Zechstein – „Abteröder Bär“                                      | Abterode 51° 12′ 40,4″ N, 9° 56′ 40,7″ O                                   | Seinen heutigen Namen „Bär“ verdankt der drei bis vier Meter hohe Felsen aus dem Dolomit des Zechsteins wohl seiner markanten Gestalt, die an einen aufrecht stehenden Bären erinnert. Der „Todstein“, wie er früher genannt wurde, war einst als ein Verehrungsort von Frau Holle und als vorchristliche Opferstätte bedeutsam. Bereits im Jahr 1926 wurden der Felsblock mit dem Hügel und die damals danebenstehende alte Linde als pflanzenkundliches und erdgeschichtliches Naturdenkmal ausgewiesen. |     | MSSN 636.126 |
| mehr Fotos \| Fotos hochladen           | Kalktrockenrasen mit Ophrys apifera (Bienen-Ragwurz)                        | Abterode, am Krösselberg 51° 13′ 4,8″ N, 9° 55′ 52,4″ O                    | Die Vorkommen seltener Vögel und Pflanzen waren im Jahr 1953 Anlass die Magerrasenfläche auf dem Krösselberg als tier- und pflanzenkundliches Naturdenkmal auszuweisen. |     | MSSN 636.127 |
| BW                                      | Aufgelassener Gipsbruch/Standort des Mondrautenfarn und seltener Lebermoose | Abterode 51° 13′ 23,5″ N, 9° 56′ 9,2″ O                                    | |     | MSSN 636.128 |
| Fotos hochladen                         | Lausebuche (nur noch Torso)                                                 | Germerode 51° 11′ 19,6″ N, 9° 53′ 21″ O                                    | |     | MSSN 636.129 |
| mehr Fotos \| Fotos hochladen           | Mühlstein                                                                   | Wolfterode 51° 13′ 28,2″ N, 9° 55′ 17,5″ O                                 | Der Felsen, der aus dem Dolomit des oberen Zechsteins besteht, reiht sich ein in eine Anzahl alleinstehender Felsformationen, die aus dem Karstgebiet des östlichen Meißnervorlands ragen und die die Landschaft prägen. Seine, sich nach Nordosten öffnende Halbhöhle ist rund 14 m breit und rund 6 m tief. An den Mühlstein knüpft sich eine Sage aus alter Zeit, in der behauptet wird, dass ihn der Teufel dort hingeworfen habe, um den Bau einer Kirche in Wolfterode zu verhindern. Weil höhlenartig der Daumenabdruck des Teufels noch zu erkennen ist, wird er auch „Teufelsstein“ genannt. Wegen der besonderen geologischen und vegetationskundlichen Bedeutung ist der Fels bereits im Jahr 1936 als Naturdenkmal ausgewiesen worden. |     | MSSN 636.133 |
| Fotos hochladen                         | Linden                                                                      | Germerode, Am Anger 51° 11′ 36,4″ N, 9° 54′ 23,1″ O                        | Der Anger in der Ortsmitte besitzt einen reichen Baumbestand, eine fast vollständig erhaltene Ummauerung und eine in die Mauer integrierte Muskantentribüne aus Stein. Die Linden wurden im Jahr 1936 als Naturdenkmale ausgewiesen und der Platz, der im Laufe der Zeit als Rechtsstätte, Versammlungsort und Festplatz genutzt wurde, wird wegen seiner geschichtlichen Bedeutung als Kulturdenkmal geschützt. Im Denkmalverzeichnis des Landes Hessen hat der Anger die Nummer 38315. |     | MSSN 636.543 |
| Fotos hochladen                         | 1 Schäferlinde                                                              | Vockerode 51° 12′ 57,6″ N, 9° 53′ 48,3″ O                                  | |     | MSSN 636.588 |
| mehr Fotos \| Fotos hochladen           | 10 Eichen und Linden                                                        | Vockerode, L 3241 51° 12′ 54,9″ N, 9° 53′ 50,1″ O                          | Die Bäume sollen einst nach der Beendigung des Deutsch-Französischen Krieges von 1870 bis 1871 oder, nach einer anderen Version, am Ende der Franzosenherrschaft im Jahr 1813 gepflanzt worden sein. Anlässlich der Neuregelung des Naturschutzes in den 1930er Jahren wurde die Baumgruppe in der Flur „Die Kohleisen“ unter der laufenden Nummer 89 in das Naturdenkmalbuch des Kreises Eschwege eingetragen und erhielt mit dem Inkrafttreten der Verordnung zur Sicherung von Naturdenkmalen in den Stadt- und Landkreisen des Regierungsbezirks Kassel am 1. November 1938 den Schutz des Reichsnaturschutzgesetzes. |     | MSSN 636.589 |
| mehr Fotos \| Fotos hochladen           | Linden                                                                      | Weidenhausen, An der Post / vor der Kirche 51° 12′ 17,2″ N, 9° 58′ 22,9″ O | |     | MSSN 636.592 |
| Fotos hochladen                         | Linden                                                                      | Weidenhausen, An der Post / Kirchhof 51° 12′ 17,2″ N, 9° 58′ 22,9″ O       | Die Linden umrahmen den Kirchhof der Kirche von Weidenhausen. Hier befand sich früher der Friedhof der Gemeinde. Erst seit der Zeit um 1829 liegt er außerhalb des Dorfes. Auf dem ehemaligen „Todtenhof“ vor der Kirche stehen noch einige beachtenswerte Grabsteine aus dem 18. und 19. Jahrhundert. Die Kirche ist wegen ihrer künstlerischen, geschichtlichen und städtebaulichen Bedeutung ein geschütztes Kulturdenkmal. |     | MSSN 636.593 |
| mehr Fotos \| Fotos hochladen           | 2 Linden                                                                    | Wellingerode, Walrodstraße, Friedhof 51° 13′ 1,3″ N, 9° 57′ 37,8″ O        | Die beiden Linden auf dem Friedhof in Wellingerode wurden bereits im Jahr 1936 zu Naturdenkmalen erklärt. Ihr Alter ist unbekannt. Es wird vermutet, dass sie möglicherweise bereits bei der Neuanlage des Friedhofs, in der zweiten Hälfte des 17. Jahrhunderts, gepflanzt worden sind. |     | MSSN 636.595 |
| Fotos hochladen                         | 1 Linde                                                                     | Wolfterode, Kirche 51° 13′ 23,5″ N, 9° 54′ 58″ O                           | |     | MSSN 636.601 |
| mehr Fotos \| Fotos hochladen           | Frau-Holle-Teich                                                            | Vockerode, An der Landesstraße 3242 51° 13′ 8,3″ N, 9° 52′ 10,8″ O         | Das kleine, mit Röhricht umgebene Stillgewässer liegt in 620 m Höhe in einer Senke an der Ostflanke des Meißners. Unterirdische Quellen und anfallende Niederschläge stauen das Wasser auf einer Tonschicht auf. Im Volksglauben gilt er als Eingang in Frau Holles Anderswelt und als unermesslich tief. Auf seinem Grund soll Frau Holles silbernes Schloss stehen, umgeben von prächtigen Gärten voller Blumen, Obst und Gemüse. |     | MSSN 636.609 |
| mehr Fotos \| Fotos hochladen           | Die Kalbe                                                                   | Vockerode 51° 12′ 42,5″ N, 9° 52′ 3,7″ O                                   | Die Basaltkuppe der Kalbe liegt in 720 m Höhe und ist ein beliebter Aussichtspunkt. Ihre Blockhalde ist der Rest eines erkalteten Lavastroms, der durch Witterungseinflüsse seine heutige Form erhielt. Wegen des Artenreichtums zahlreicher seltener und gefährdeter Moose und Flechten zählt dieser Bereich zu den wertvollen Biotopen in Mitteleuropa. Der benachbarte Kalbesee ist ein Relikt des Braunkohlenabbaus. Nachdem die Pumpen abgestellt worden waren, bildete sich in dem Tagebaurestloch unterhalb der Felswände der See. |     | MSSN 636.610 |
| Direkt Bild zu diesem Denkmal hochladen | 2-Buchen ex „Dreikönige“                                                    | Forstamt Meißner, Flurstück 37 12                                          | |     | MSSN 636.664 |